# Skootamota

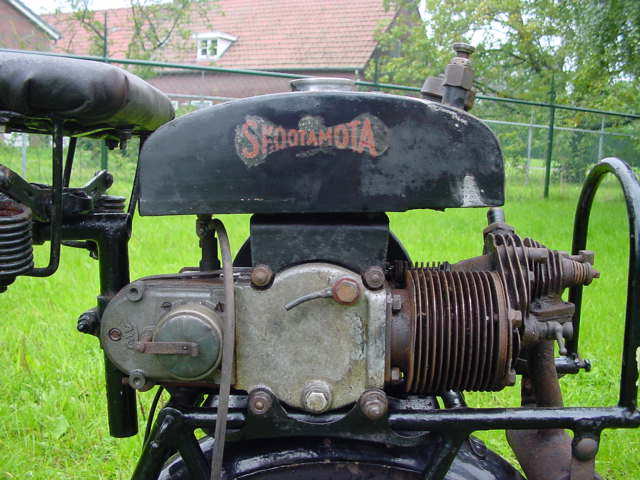
Le Skootamota, 1919.

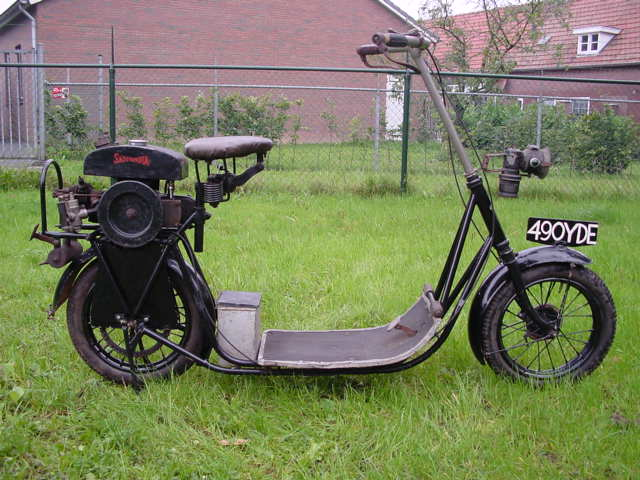
Le Skootamota, 1919.

Un des ancêtres du scooter, conçu par Granville Bradshaw, construit par Gilbert Campling Ltd, mais vendu sous la marque ABC (ABC Motors), comportait un moteur monocylindrique de 123 cm3 (60 × 44 mm), soit la moitié du moteur auxiliaire Firefly de 250 cm3 déjà produit. Sans embrayage, le démarrage à la poussette s'impose, permettant d'atteindre environ 30 km/h. Le réservoir de 1,9 L est perché tout en haut du moteur, la magnéto à l'opposé du cylindre à plat lui aussi.
Le Skootamota est en fait une robuste patinette avec un petit moteur au-dessus de la roue arrière. Obtenant un vif succès, il fait des émules, tels le Norlow, le Mobil Up, l'Autoped, qui sont eux-mêmes d'autres engins de la même sorte. Environ 3 200 exemplaires furent produits entre 1919 et 1922.
Importé en France, il sera un temps la coqueluche de vedettes, comme Gaby Morlay ou Mistinguett.